# Diplonevra hirsuta
Diplonevra hirsuta är en tvåvingeart som beskrevs av Mikhailovskaya 2000. Diplonevra hirsuta ingår i släktet Diplonevra och familjen puckelflugor. Inga underarter finns listade i Catalogue of Life.